# Plasticant

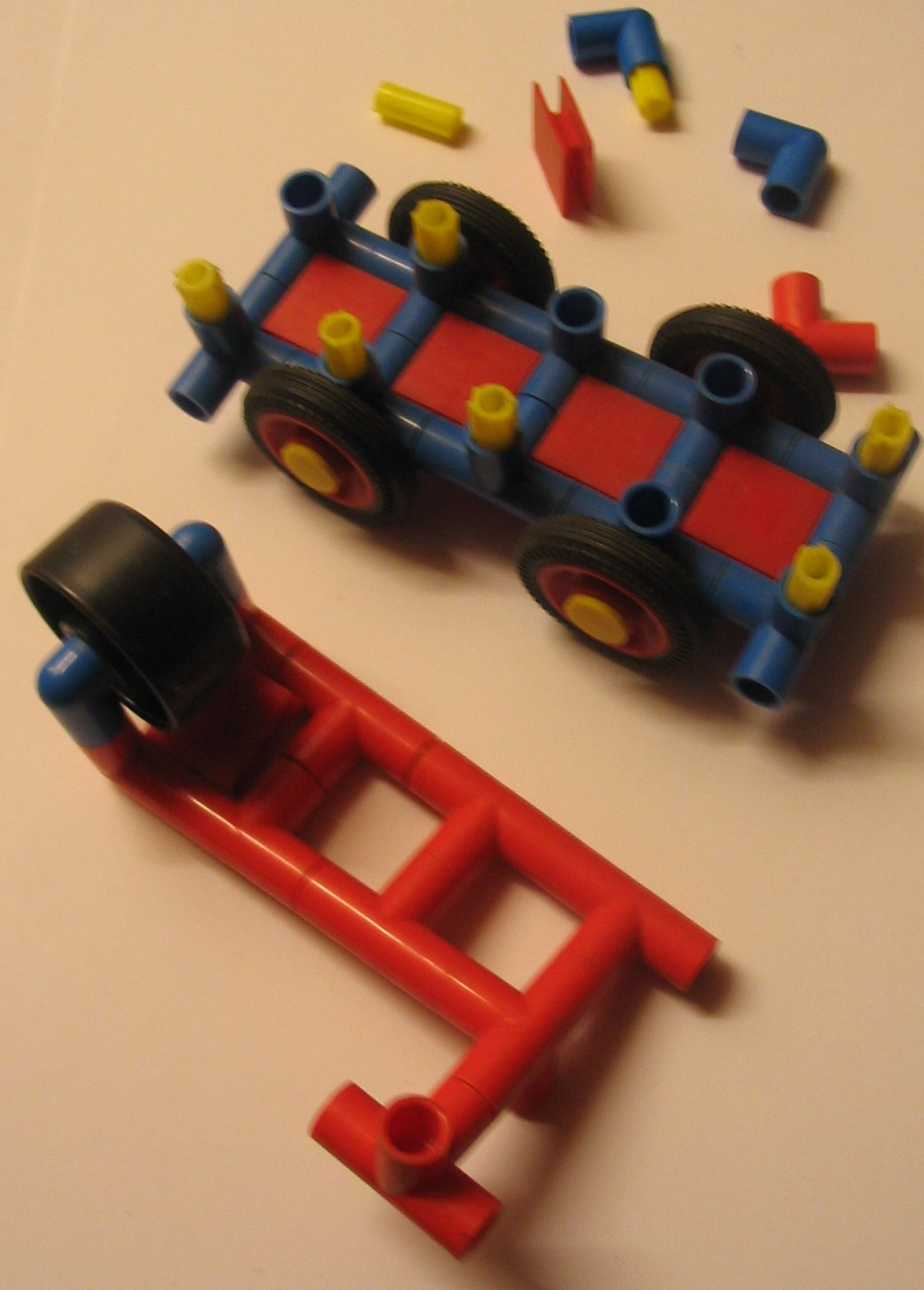
Ejemplos de modelos de Plasticant

Plasticant es un juego de construcción consistente en piezas plásticas para la creación de diferentes modelos, con origen en Alemania en los años 70. Fue distribuido en Francia por Loisir Jeunes.

## Sistema de construcción
El sistema consistía en tubos azules o rojos fabricados en plástico duro y diferentes formas :
- rectos
- codos
- en forma de «T»
- en forma de X o cruz simétrica
- en forma de X con una conexión en el medio
- En forma de X  con dos conexiones en el centro

Estos tubos se ensamblan unos a otros por los extremos con unos «tarugos» cilíndricos de plástico amarillo flexible y ligeramente estriado.
Para hacer el modelo más estético, hay tapas planas plásticas de dos tipos en colores rojo, amarillo y blanco. También cuenta con otros elementos como ruedas, engranajes,  pequeños tapones amarillos e incluso un pequeño motor a batería.

## Modelos
Plasticant permite crear diversos modelos, donde contrariamente a  Lego, no se privilegia la construcción de un modelo específico. A diferencia de Meccano, el ensamblaje es mucho más rápido. 